# Nardò
Nardò là một đô thị và thị xã của Ý. Đô thị này thuộc tỉnh Lecce trong vùng Apulia. Nardò có diện tích km2, dân số theo ước tính năm 2005 của Viện thống kê quốc gia Ý là 50.591 người. 
Các đơn vị dân cư:
Đô thị Nardò giáp với các đô thị: